# Ngorongoro (Distrikt)

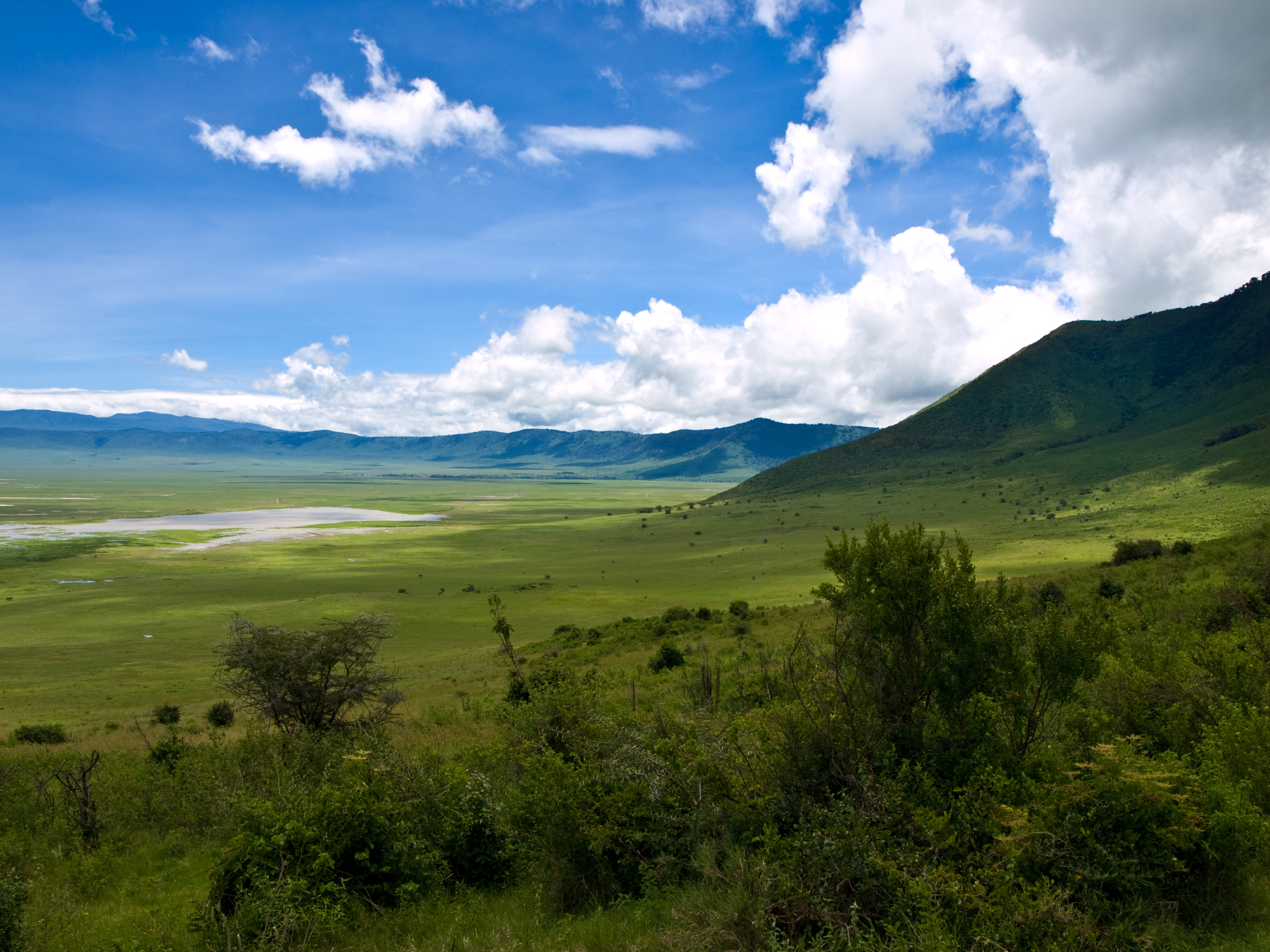
Ngorongoro-Krater

Ngorongoro ist ein Distrikt in der tansanischen Region Arusha mit der Hauptstadt Loliondo. Er grenzt im Norden an die Republik Kenia, im Westen an die Region Mara, im Süden an den Distrikt Karatu und im Osten an die Distrikte Longido und Monduli.

## Geographie
Ngorongoro ist 14.036 Quadratkilometer groß und hat rund 274.000 Einwohner (Stand 2022). Das Land liegt über 1000 Meter hoch. Der salzige Eyasisee im Süden liegt auf 1030 Meter. Der Natronsee im Nordosten erreicht wegen des alkalischen Lavagesteins und starker Verdunstung einen pH-Wert von über 12. Die Berge sind bis 3645 Meter hoch, am bekanntesten ist der aktive Vulkan Ol Doinyo Lengai.
Der Distrikt ist in drei Bereiche gegliedert:
- Ngorongoro-Nationalpark, er nimmt mit 8292 Quadratkilometer beinahe sechzig Prozent der Distriktfläche ein.
- Die Landschaft von Loliondo und einem Teil von Sale. In diesen dreißig Prozent der Fläche werden vor allem Landwirtschaft und Viehzucht betrieben.
- Die restlichen zehn Prozent entfallen auf das Trockengebiet des Natronsees.

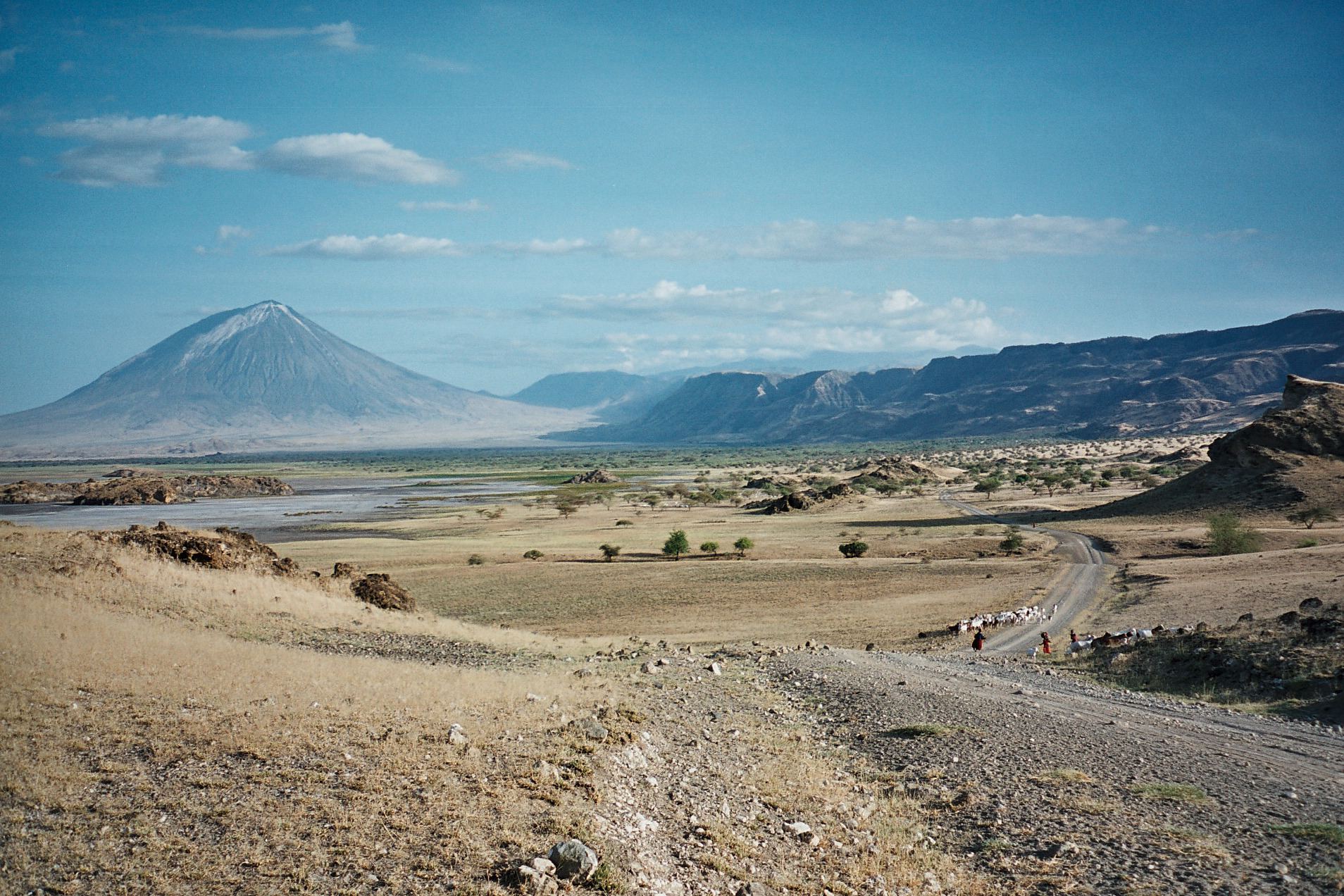
Straße zum Natronsee mit dem Berg Ol Doinyo Lengai

Das Klima ist mild mit Niederschlägen von 800 bis 1000 Millimeter pro Jahr. In den Monaten Juni bis Oktober regnet es kaum (Monatsniederschlag von 5 bis 26 Millimeter), von November bis Mai regnet es monatlich 100 bis 200 Millimeter. Es wehen häufig starke Ostwinde. Die minimale Durchschnittstemperatur reicht von 9,9 Grad Celsius im Monat Juli bis 14 Grad im Dezember, die maximale Durchschnittstemperatur von 14,5 im Juli bis 18,3 Grad im Dezember.

## Geschichte
Der Distrikt Ngorongoro wurde 1982 gegründet.

## Verwaltungsgliederung
Der Distrikt ist in drei Divisionen mit 28 Bezirken (Wards) gegliedert:
| Loliondo - Ololosokwan - Soitsambu - Enguserosambu - Maalon - Olorien - Piyaya - Orgosorok - Oloipiri - Arash (Ngorongoro) | Ngorongoro - Alailelai - Naiyobi - Olbalbal - Nainokanoka - Kakesio - Ngorongoro (Bezirk) - Eyasi (Bezirk) - Enduleni - Ngoile - Alaitolei - Misigiyo | Sale - Sale (Ngorongoro) - Malambo (Ngorongoro) - Digodigo - Oldonyosambu (Ngorongoro) - Samunge - Pinyinyi - Kirangi - Engaresero |

| Die Bevölkerungszahl nahm in den zehn Jahren von 2002 bis 2012 um 35 Prozent zu. 95 Prozent der Einwohner lebten auf dem Land und nur fünf Prozent in einer Stadt. Die Alphabetisierungsrate der über Fünfzehnjährigen stieg von 2002 bis 2012 von 28 auf 43 Prozent, bei Männern von 37 auf 54 und bei Frauen von 21 auf 34 Prozent. Von den über Fünfjährigen konnten 65 Prozent swahili lesen und schreiben, ein Prozent nur englisch und dreizehn Prozent swahili und englisch. Von der Volkszählung 2012 bis 2022 stieg die Einwohnerzahl um rund ein Drittel. | Hier fehlt eine Grafik, die leider im Moment aus technischen Gründen nicht angezeigt werden kann. Wir arbeiten daran! |

## Einrichtungen und Dienstleistungen

### Bildung
In Ngorongoro gab es 67 Grundschulen, 62 öffentliche Schulen und fünf Privatschulen. Von den 7–13-Jährigen besuchten 52,9 Prozent eine Schule. Gab es zwischen Mädchen und Burschen fast keinen Unterschied, so war der Schulbesuch in der Stadt bei 96 Prozent, auf dem Land bei 51 Prozent (Stand 2016).

### Gesundheit
Im Distrikt gab es 2 Krankenhäusern, 5 Gesundheitszentren und 26 Apotheken. Vier Prozent der Bevölkerung hatten eine Sozialversicherung (Stand 2012).

## Wirtschaft und Infrastruktur
| Im Jahr 2012 besaßen 27 Prozent der Bevölkerung ein Radio und 3 Prozent einen Fernseher, 43 Prozent hatten ein Mobiltelefon und 1 Prozent einen Computer. Die Landwirtschaft war Haupterwerbsfaktor, fast neunzig Prozent der arbeitenden Bevölkerung waren in der Landwirtschaft tätig (Stand 2016). 50.000 Hektar wurden landwirtschaftlich genutzt, das entspricht etwa vier Prozent der Fläche des Distrikts. Hauptsächlich angebaut wurden Mais, Bananen, Bohnen und Gemüse. An Nutztieren wurden vor allem Rinder, Schafe und Ziegen gehalten. Dürren bedrohten sowohl die Erträge des Ackerbaus als auch die Tierhaltung. Die Fernstraße T17 (früher B144) führt von Karatu kommend quer durch den Distrikt nach Simiyu. | Hier fehlt eine Grafik, die leider im Moment aus technischen Gründen nicht angezeigt werden kann. Wir arbeiten daran! Quelle:Regionalprofil Ngorongoro (Stand 2012) |

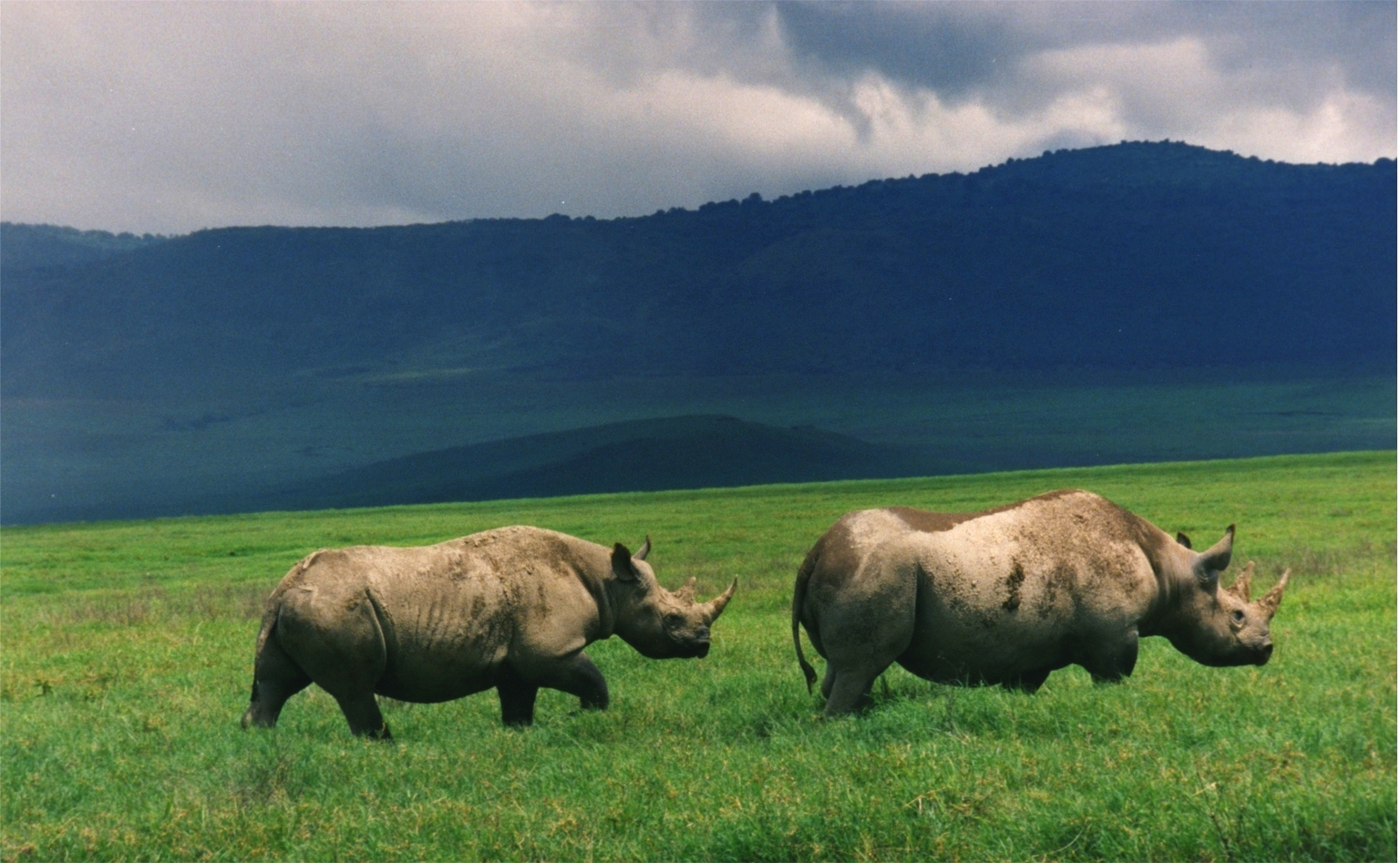
Spitzmaulnashörner im Ngorongoro-Naturschutzgebiet

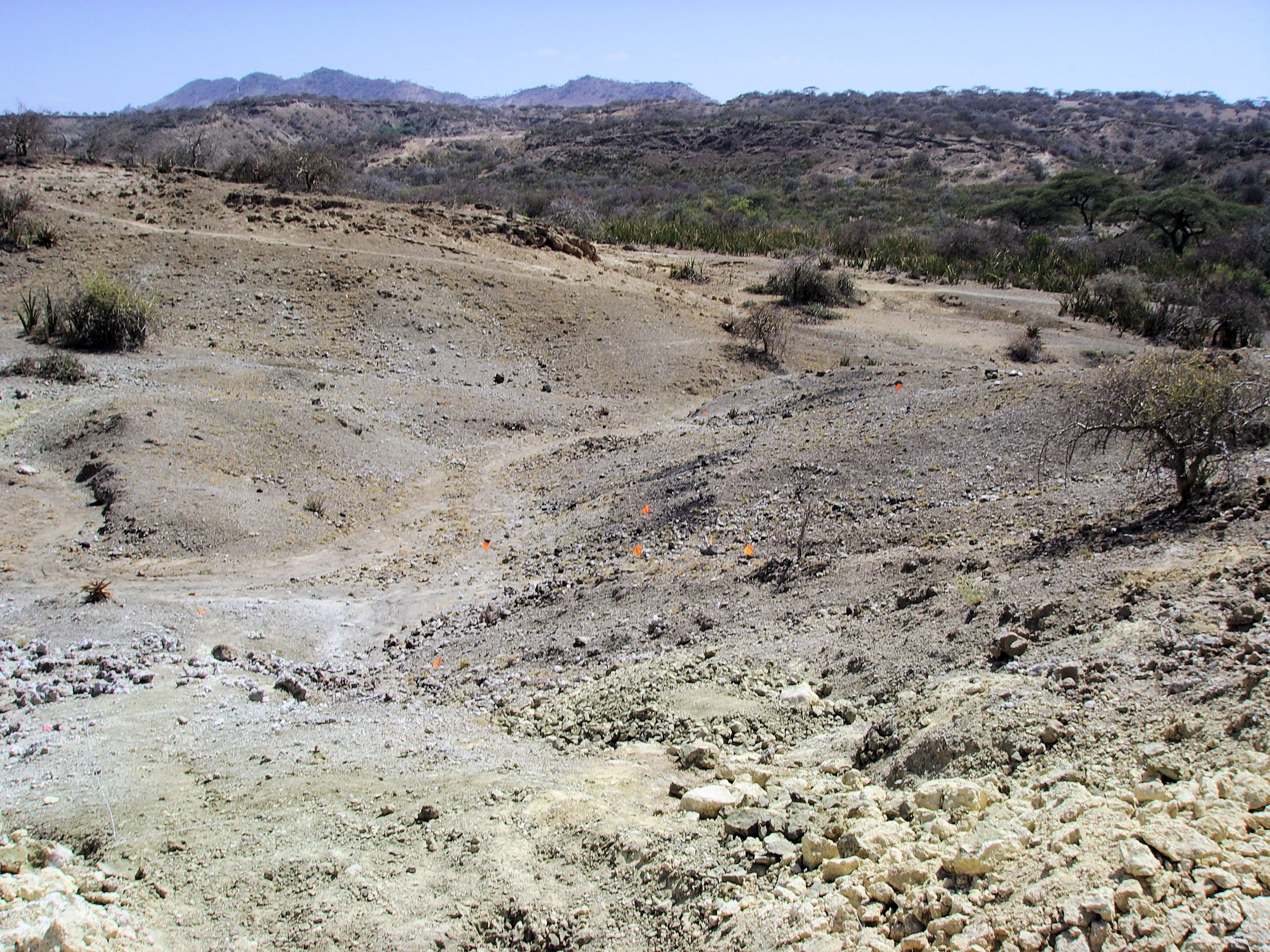
Fundstelle Olduvai-Schlucht

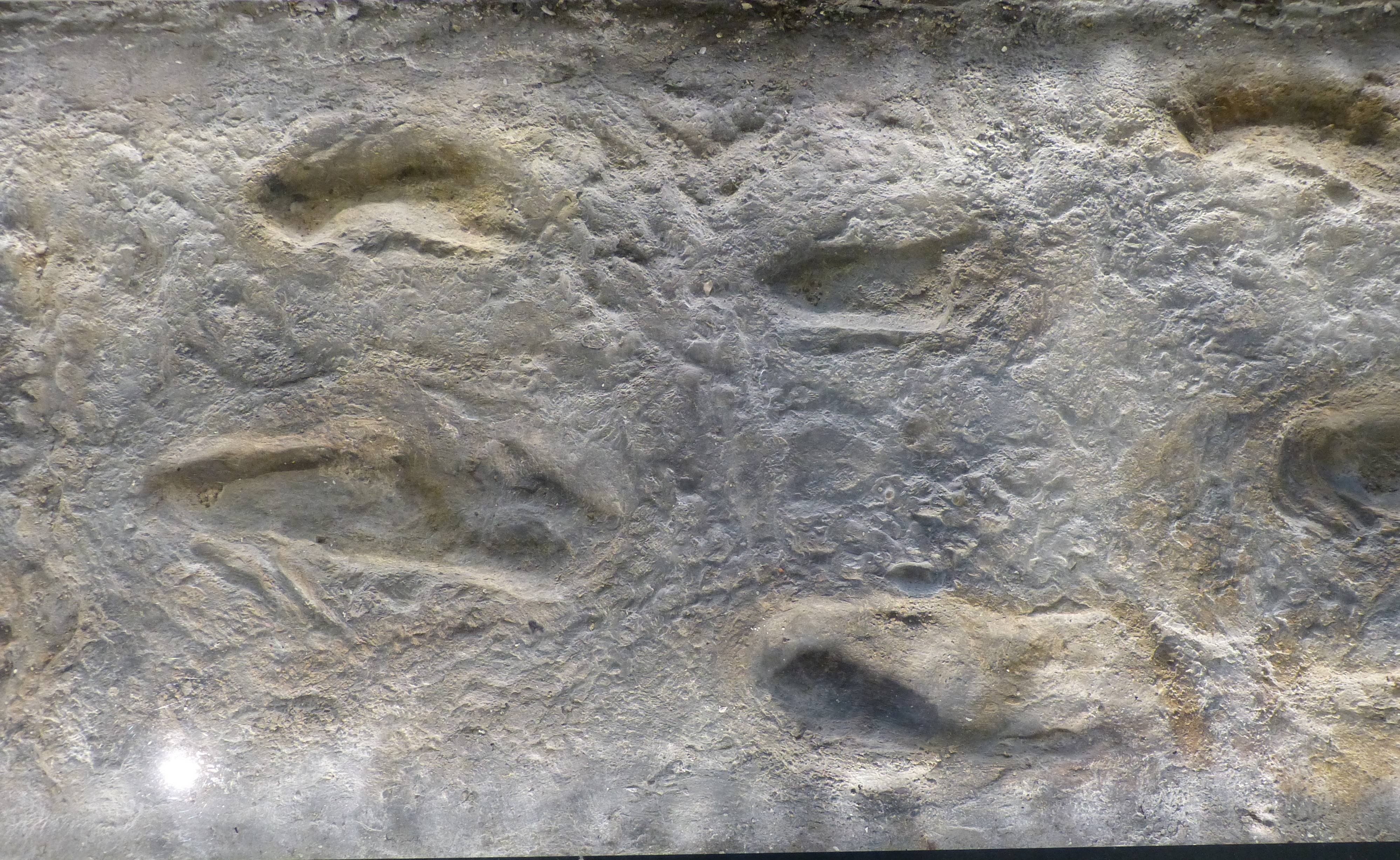
Abgüsse der Fußabdrücke von Laetoli

### Fremdenverkehr
- Ngorongoro-Naturschutzgebiet: Das 1979 zum UNESCO-Weltnaturerbe[21] erklärte Gebiet des Kraters Ngorongoro ist die touristische Hauptattraktion des Distriktes. Die seltenen Spitzmaulnashörner, Büffel, Elefanten, Löwen, verschiedene Arten von Antilopen, Zebras, Warzenschweine, Gnus und Schakale zählen zu den Bewohnern.
- Oldupai Museum: Dieses Museum beinhaltet die wichtigsten frühmenschlichen Funde aus der Olduvai-Schlucht, die Louis Leakey 1959 entdeckte.
- Laetoli: Fundstelle fossiler Fußspuren von Hominiden.[22]